# 刘志城
刘志城（1919年2月—1995年2月），男，汉族，四川成都人，中华人民共和国政治人物。曾任中华人民共和国财政部税务总局局长，中国税务学会副会长。